# 종로도서관
종로도서관은 1920년 11월 5일 종로구 가회동 취운정에 경성도서관이란 이름으로 설립된 서울 최초의 근대적 도서관이다. 광복 후 1946년 9월 18일 서울특별시가 설립되면서 종로도서관으로 이름을 바꾸고, 1968년 8월 20일에 현위치로 이전했다.

## 연혁
1920년 11월 5일에 윤익선이 세운 한국인 소유의 최초의 사립공공도서관이다. 당시 이름은 경성도서관으로 일본인 소유의 경성문고(1908년~1919년) 장서 및 지역 유지들의 기부한 도서 등으로 11월 27일에 정식으로 개관하였다. 한편 1921년 9월 10일에 이범승이 파고다 공원 옆 옛 한국군악대 건물을 총독부로부터 불하받아 임시신문잡지열람소를 개설하면서 통합하여 옛 한국군악대 건물은 본관으로, 취운정은 분관(한서;漢書 전용)으로 개편하였으며 개관 당시 35,000권의 장서를 갖추었다. 이용객 증가로 민영휘의 기부를 받아 1923년 7월 28일에 석조건물을 새로 세워서 낙성하였다. 경성도서관은 도서출납 이외에 교육의 사각지대에 있던 부녀자 및 아동 등을 대상으로 한 교육 및 전시회 등을 하는 등 평생교육기관으로의 역할을 하였으나 경영난으로 1924년 10월 1일부터 수차례 무기휴관을 반복하였다. 개관 초기부터 민족 계몽의 장으로서 발전을 위한 국내외의 지원이 끊이지 않았으나 최종적으로 1926년 3월 25일에 경성부에 양도하여 동년 4월 1일 경성부립도서관 종로분관이 되었다. 후임관장으로 이범승의 친척인 이긍종이 부임하였으며 이후로도 한국인으로만 직원이 이루어지며 민족 도서관으로서의 명맥을 유지하였다. 1945년 9월 18일에는 분관에서 격상되어 서울시립 종로도서관이 되었다.
이후 파고다공원 일대의 재개발을 이유로 도서관의 철거가 예정되었는데, 이용자들의 반대로 1967년 8월 10일 휴관에 들어갔으며 이듬해 8월 20일 사직공원의 현재 위치에 건물을 세워 이사하였다. 1979년 5월 4일부터는 아동열람실이 서울시립어린이도서관으로 독립운영되기 시작하였다.

## 이용 정보
매월 2,4째 월요일과 일요일을 제외한 법정공휴일, 그리고 도서관이 정하는 임시 휴관일에는 쉰다.

### 대출가능한 자료
- 전체 서울시립도서관 총대출수 30권 범위 이내에서 도서자료 2주일 10권(간행물 과월호 2주일 3권 포함)
- 타인의 대출자료 예약이 없을시 대출기간 1주 연장 가능
- 동일자료 1주일 후 재대출 가능

### 개방 시간
| 이용 시간               | 평일          | 평일          | 주말          | 주말          |
| ----------------------- | ------------- | ------------- | ------------- | ------------- |
| 세부                    | 3 - 10월      | 11 - 2월      | 3 - 10월      | 11 - 2월      |
| 인문사회과학실 어문학실 | 09:00 - 20:00 | 09:00 - 20:00 | 09:00 - 17:00 | 09:00 - 17:00 |
| 자연과학정보실          | 09:00 - 18:00 | 09:00 - 18:00 | 09:00 - 17:00 | 09:00 - 17:00 |
| 자율학습실              | 07:00 - 23:00 | 08:00 - 23:00 | 07:00 - 22:00 | 08:00 - 22:00 |

- 디지털자료실은 중학생 이상 1인당 1일 최대 2시간 이용할 수 있다.

## 사진 모음

지하1층 식당
옥상 휴게소
이범승의 동상

## 참조
1. ↑  서울시 도서관 길잡이에서 2009년 3월 14일 확인
2. ↑  분관은 윤익선이 만주 간도동흥중학교를 설립하고 교장으로 부임하기 위해 경영에서 손을 떼면서 1923년 7월에 폐관하였다.
3. ↑  부립도서관 전환 직전 이를 아쉬워한 한국인들이 도서관으로 몰려들면서 일시적으로 만원사태를 이루기도 하였다.
4. ↑  도서관 안내 - 종로도서관 홈페이지